# Wohin, kleines Pony?
A Wohin, kleines Pony? (magyarul: Hová, kicsi póniló?) dal, amely Ausztriát képviselte az 1957-es Eurovíziós Dalfesztiválon. A dalt Bob Martin adta elő német nyelven. Ez volt Ausztria első szereplése a versenyen.
Az előadót és dalát belső kiválasztással jelölte ki az osztrák televízió.
A március 3-án rendezett döntőben a fellépési sorrendben ötödikként adták elő, az olasz Nunzio Gallo Corde della mia chitarra című dala után és a holland Corry Brokken Net als toen című dala előtt. A szavazás során három pontot szerzett, ami az utolsó, tizedik helyet érte a tízfős mezőnyben. Ezzel Ausztria lett az első ország, mely utolsó helyen végzett a debütálásán. (Az első, 1956-os verseny részletes eredményei sohasem kerültek nyilvánosságra, így nem tudjuk, hogy akkor ki volt az utolsó.)
A dal közepesen gyors tempójú, melyben az énekes a "kis pónilovának" mondja el, hová kellene ma utazniuk, és tájékoztatja arról, hogy dala kísérni fogja őket.
A következő osztrák induló Liane Augustin Die ganze Welt braucht Liebe című dala volt az 1958-as Eurovíziós Dalfesztiválon.

## Kapott pontok
| Kapott pontok                                                                                 |  |  | 2 |  |  | 1 |  |  |  |  |
| A tábla a fellépés sorrendjében van rendezve. A szavazás menete fordított sorrendben történt. |  |  |   |  |  |   |  |  |  |  |

## Külső hivatkozások
- Dalszöveg
- YouTube videó: A Wohin, kleines Pony? című dal előadása a frankfurti döntőben